# فهرست کشورها بر اساس جمعیت پناهنده
طبق قوانین بین‌المللی پناهنده کسی هست که خارج از کشور و محل تولد خود زندگی کند و به علت ترس از امکان مجازات یا برخورد با او به علت مذهب یا ملیت یا عضویت در گروه خاص یا گروه‌های اجتماعی نتواند به کشور خود بازگردد.
در زیر فهرست کشورها را بر اساس پناهندگان مشاهده می‌کنید:

## فهرست
فهرست زیر بر اساس حروف الفبای انگلیسی چیدمان شده‌است
| کشور/منطقه پناهنده‌پذیر | تعداد پناهنده‌ها در هر هزار نفر جمعیت در نیمه ۲۰۱۵ | ۲۰۱۹      | نیمه ۲۰۱۶ | نیمه ۲۰۱۵ | ۲۰۱۴      | ۲۰۱۳      | ۲۰۱۲      | ۲۰۱۱      | ۲۰۱۰      | ۲۰۰۹      | ۲۰۰۸      | ۲۰۰۷      |
| ---------------------- | ------------------------------------------------- | --------- | --------- | --------- | --------- | --------- | --------- | --------- | --------- | --------- | --------- | --------- |
| افغانستان              | ۷٫۱۴                                              | ۷۲٬۲۲۸    | ۵۹٬۷۷۱    | ۲۰۵٬۵۵۸   | ۲۸۰٬۲۶۷   | ۷۲        | ۷۵        | ۶۶        | ۴۳        | ۳۷        | ۳۷        | ۴۲        |
| آلبانی                 | ۰٫۰۵                                              | ۱۲۸       | ۱۳۸       | ۱۵۴       | ۱۰۴       | ۹۶        | ۸۶        | ۸۲        | ۷۶        | ۷۰        | ۶۵        | ۷۷        |
| الجزایر                | ۲٫۴۲                                              | ۹۸٬۶۰۴    | ۹۴٬۲۳۲    | ۹۴٬۱۴۴    | ۹۴٬۱۲۸    | ۹۴٬۱۵۰    | ۹۴٬۱۳۳    | ۹۴٬۱۴۸    | ۹۴٬۱۴۴    | ۹۴٬۱۳۷    | ۹۴٬۰۹۳    | ۹۴٬۱۳۷    |
| آنگولا                 | ۰٫۶۴                                              | ۲۵٬۸۰۲    | ۱۵٬۵۵۵    | ۱۵٬۵۷۲    | ۱۵٬۴۷۴    | ۲۳٬۷۸۳    | ۲۳٬۴۱۳    | ۱۶٬۲۲۳    | ۱۵٬۱۵۵    | ۱۴٬۷۳۴    | ۱۲٬۷۱۰    | ۱۲٬۰۶۹    |
| آرژانتین               | ۰٫۰۸                                              | ۳٬۸۸۱     | ۳٬۲۹۳     | ۳٬۵۲۳     | ۳٬۴۹۸     | ۳٬۳۶۲     | ۳٬۴۸۸     | ۳٬۳۶۱     | ۳٬۲۷۶     | ۳٬۲۳۰     | ۲٬۸۴۵     | ۳٬۲۶۳     |
| ارمنستان               | ۵٫۲۲                                              | ۱۷٬۹۸۵    | ۱۷٬۸۸۶    | ۳٬۲۴۰     | ۳٬۱۹۰     | ۳٬۱۳۲     | ۲٬۸۵۴     | ۲٬۹۱۸     | ۳٬۲۹۶     | ۳٬۶۰۷     | ۳٬۹۵۳     | ۴٬۵۶۶     |
| آروبا                  |                                                   | ۱         |           |           |           | ۱         |           |           |           |           |           |           |
| استرالیا               | ۱٫۵۱                                              | ۷۶٬۷۶۴    | ۴۲٬۱۸۸    | ۳۵٬۵۸۲    | ۳۵٬۵۸۲    | ۳۴٬۵۰۳    | ۳۰٬۰۸۳    | ۲۳٬۴۳۴    | ۲۱٬۸۰۵    | ۲۲٬۵۴۸    | ۲۰٬۹۱۹    | ۲۲٬۱۶۴    |
| اتریش                  | ۷٫۱۳                                              | ۱۳۵٬۹۵۵   | ۹۳٬۲۵۰    | ۶۰٬۷۴۷    | ۶۰٬۷۴۷    | ۵۵٬۵۹۸    | ۵۱٬۷۳۰    | ۴۷٬۰۷۳    | ۴۲٬۶۳۰    | ۳۸٬۹۰۶    | ۳۷٬۵۵۷    | ۳۰٬۷۷۳    |
| جمهوری آذربایجان       | ۰٫۱۴                                              | ۱٬۱۰۸     | ۱٬۱۹۳     | ۱٬۳۵۷     | ۱٬۲۹۹     | ۱٬۳۸۰     | ۱٬۴۶۸     | ۱٬۷۳۰     | ۱٬۸۹۱     | ۱٬۶۴۲     | ۲٬۰۶۱     | ۲٬۳۵۲     |
| باهاما                 | ۰٫۰۲                                              | ۱۲        | ۱۳        | ۷         | ۱۳        | ۱۵        | ۳۰        | ۲۱        | ۲۱        |           |           |           |
| بحرین                  | ۰٫۲۰                                              | ۲۵۵       | ۲۷۱       | ۲۷۷       | ۳۱۱       | ۲۹۴       | ۲۸۹       | ۱۹۹       | ۱۶۵       | ۱۳۹       | ۴۸        | ۲۷۱       |
| بنگلادش                | ۱٫۴۶                                              | ۸۵۴٬۷۸۲   | 950,000   | ۳۲٬۹۷۵    | ۳۲٬۴۷۲    | ۳۱٬۱۴۵    | ۳۰٬۶۹۷    | ۲۹٬۶۶۹    | ۲۹٬۲۵۳    | ۲۸٬۵۸۶    | ۲۸٬۳۸۹    | ۲۷٬۵۷۳    |
| باربادوس               |                                                   | ۱         |           | ۱         | ۱         | ۱         |           |           |           |           |           |           |
| بلاروس                 | ۰٫۱۴                                              | ۲٬۷۳۴     | ۱٬۶۵۰     | ۱٬۳۶۹     | ۹۲۵       | ۶۰۴       | ۵۷۶       | ۵۹۵       | ۵۸۹       | ۵۸۰       | ۶۰۹       | ۶۴۹       |
| بلژیک                  | ۲٫۷۷                                              | ۶۱٬۶۷۷    | ۴۲٬۱۶۸    | ۳۱٬۱۱۵    | ۲۹٬۱۷۹    | ۲۵٬۶۲۹    | ۲۲٬۰۲۴    | ۲۲٬۴۰۲    | ۱۷٬۸۹۲    | ۱۵٬۵۴۵    | ۱۷٬۰۲۶    | ۱۷٬۵۷۵    |
| بلیز                   |                                                   | ۲۸        |           |           | ۱۰        | ۲۱        | ۲۸        | ۷۸        | ۱۳۴       | ۲۳۰       | ۲۷۷       | ۳۵۸       |
| بنین                   | ۰٫۰۵                                              | ۱٬۲۴۴     | ۸۰۹       | ۴۸۸       | ۴۱۵       | ۱۹۴       | ۴٬۹۶۶     | ۷٬۲۱۷     | ۷٬۱۳۹     | ۷٬۲۰۵     | ۶٬۹۳۳     | ۷٬۶۲۱     |
| بولیوی                 | ۰٫۰۷                                              | ۸۷۸       | ۷۸۶       | ۷۶۷       | ۷۶۳       | ۷۴۸       | ۷۳۳       | ۷۱۶       | ۶۹۵       | ۶۷۹       | ۶۶۴       | ۶۳۲       |
| بوسنی و هرزگوین        | ۱٫۷۸                                              | ۵٬۲۴۸     | ۵٬۲۷۱     | ۶٬۸۰۵     | ۶٬۸۹۰     | ۶٬۹۲۶     | ۶٬۹۰۳     | ۶٬۹۳۳     | ۷٬۰۱۶     | ۷٬۱۳۲     | ۷٬۲۵۷     | ۷٬۳۶۷     |
| بوتسوانا               | ۰٫۹۷                                              | ۱٬۱۱۵     | ۲٬۰۳۹     | ۲٬۱۶۴     | ۲٬۶۴۵     | ۲٬۷۷۳     | ۲٬۷۸۵     | ۳٬۳۱۲     | ۲٬۹۸۶     | ۳٬۰۲۲     | ۳٬۰۱۹     | ۲٬۴۶۵     |
| برزیل                  | ۰٫۰۴                                              | ۳۲٬۸۶۰    | ۹٬۶۸۹     | ۷٬۷۶۲     | ۷٬۴۹۰     | ۵٬۱۹۶     | ۴٬۶۸۹     | ۴٬۴۷۷     | ۴٬۳۵۷     | ۴٬۲۳۲     | ۳٬۸۵۲     | ۳٬۷۸۳     |
| جزایر ویرجین انگلستان  |                                                   | ۱         |           |           |           |           | ۲         | ۲         | ۲         |           |           |           |
| بلغارستان              | ۱٫۵۳                                              | ۲۰٬۴۵۱    | ۱۷٬۸۱۴    | ۱۱٬۰۴۶    | ۱۱٬۰۴۶    | ۴٬۳۲۰     | ۲٬۲۸۸     | ۵٬۶۸۸     | ۵٬۵۳۰     | ۵٬۳۹۳     | ۵٬۱۲۹     | ۴٬۸۳۶     |
| بورکینافاسو            | ۱٫۹۲                                              | ۲۵٬۸۶۸    | ۳۲٬۵۵۲    | ۳۴٬۰۲۷    | ۳۱٬۸۹۴    | ۲۹٬۲۳۴    | ۳۹٬۳۰۶    | ۵۴۶       | ۵۳۱       | ۵۴۳       | ۵۵۷       | ۵۳۵       |
| بوروندی                | ۵٫۰۰                                              | ۷۸٬۴۷۳    | ۵۷٬۴۶۹    | ۵۴٬۱۲۶    | ۵۲٬۹۳۶    | ۴۵٬۴۹۰    | ۴۱٬۸۱۳    | ۳۵٬۶۵۹    | ۲۹٬۳۶۵    | ۲۴٬۹۶۷    | ۲۱٬۰۹۳    | ۲۴٬۴۶۸    |
| کامبوج                 | ۰٫۰۱                                              | ۶۱        | ۶۶        | ۸۰        | ۶۳        | ۶۸        | ۷۷        | ۶۴        | ۱۲۹       | ۱۳۵       | ۱۶۴       | ۱۷۹       |
| کامرون                 | ۱۳٫۲۷                                             | ۴۰۶٬۲۶۰   | ۳۴۸٬۶۷۲   | ۲۸۸٬۵۵۲   | ۲۲۶٬۴۸۹   | ۱۰۷٬۳۴۶   | ۹۸٬۹۶۹    | ۱۰۰٬۳۷۳   | ۱۰۴٬۲۷۵   | ۹۹٬۹۵۷    | ۸۱٬۰۳۷    | ۶۰٬۱۳۷    |
| کانادا                 | ۴٫۱۹                                              | ۱۰۱٬۷۶۰   | ۹۷٬۳۳۲    | ۱۴۹٬۱۶۳   | ۱۴۹٬۱۶۳   | ۱۶۰٬۳۴۹   | ۱۶۳٬۷۵۶   | ۱۶۴٬۸۸۳   | ۱۶۵٬۵۴۹   | ۱۶۹٬۴۳۴   | ۱۷۳٬۶۵۱   | ۱۷۵٬۷۴۱   |
| جمهوری آفریقای مرکزی   | ۱٫۶۵                                              | ۷٬۱۷۵     | ۱۲٬۱۱۵    | ۷٬۹۰۶     | ۷٬۶۹۴     | ۱۴٬۳۲۲    | ۱۴٬۰۱۴    | ۱۶٬۷۳۰    | ۲۱٬۵۷۴    | ۲۷٬۰۴۷    | ۷٬۴۲۹     | ۷٬۵۳۵     |
| جزایر کیمن             | ۰٫۱۰                                              |           | ۱۸        | ۶         | ۶         | ۶         | ۳         | ۳         | ۱         | ۱         |           |           |
| چاد                    | ۳۰٫۹۷                                             | ۴۴۲٬۶۷۲   | ۳۹۱٬۲۵۱   | ۴۲۰٬۷۷۴   | ۴۵۲٬۸۹۷   | ۴۳۴٬۴۷۹   | ۳۷۳٬۶۹۵   | ۳۶۶٬۴۹۴   | ۳۴۷٬۹۳۹   | ۳۱۴٬۳۹۳   | ۳۰۲٬۶۸۷   | ۲۹۴٬۰۱۷   |
| شیلی                   | ۰٫۱۰                                              | ۲٬۰۵۳     | ۱٬۷۳۷     | ۱٬۷۹۸     | ۱٬۷۷۳     | ۱٬۷۴۳     | ۱٬۶۹۵     | ۱٬۶۷۴     | ۱٬۶۲۱     | ۱٬۵۳۹     | ۱٬۶۱۳     | ۱٬۳۷۶     |
| چین                    | ۰٫۲۲                                              | ۳۰۳٬۳۸۱   | ۳۱۷٬۲۵۵   | ۳۰۱٬۰۵۷   | ۳۰۱٬۰۵۲   | ۳۰۱٬۰۴۷   | ۳۰۱٬۰۳۷   | ۳۰۱٬۰۱۸   | ۳۰۰٬۹۸۶   | ۳۰۰٬۹۸۹   | ۳۰۰٬۹۶۷   | ۳۰۱٬۰۷۸   |
| کلمبیا                 |                                                   | ۶۴۶       | ۲۵۸       | ۲۱۹       | ۲۱۳       | ۲۲۴       | ۲۱۹       | ۲۱۹       | ۲۱۲       | ۱۹۶       | ۱۷۰       | ۱۶۸       |
| جمهوری دموکراتیک کنگو  | ۲٫۱۴                                              | ۵۲۳٬۷۳۴   | ۴۵۱٬۹۵۶   | ۱۶۰٬۲۷۱   | ۱۱۹٬۷۵۴   | ۱۱۳٬۳۶۲   | ۶۵٬۱۰۹    | ۱۵۲٬۷۴۹   | ۱۶۶٬۳۳۶   | ۱۸۵٬۸۰۹   | ۱۵۵٬۱۶۲   | ۱۷۷٬۳۹۰   |
| جمهوری کنگو            | ۱۳٫۶۵                                             | ۲۵٬۶۷۰    | ۴۶٬۴۵۷    | ۶۱٬۴۹۲    | ۵۴٬۸۴۲    | ۵۱٬۰۳۷    | ۹۸٬۴۵۵    | ۱۴۱٬۲۳۲   | ۱۳۳٬۱۱۲   | ۱۱۱٬۴۱۱   | ۲۴٬۷۷۹    | ۳۸٬۴۷۲    |
| کاستاریکا              | ۰٫۷۳                                              | ۶٬۲۱۷     | ۴٬۱۸۰     | ۳٬۴۷۵     | ۱۲٬۹۲۴    | ۱۲٬۷۴۹    | ۱۲٬۶۲۹    | ۱۲٬۵۷۱    | ۱۲٬۳۷۱    | ۱۲٬۲۹۸    | ۱۱٬۹۲۳    | ۱۱٬۶۰۴    |
| ساحل عاج               | ۰٫۰۹                                              | ۲٬۰۲۱     | ۱٬۳۹۹     | ۱٬۹۷۲     | ۱٬۹۲۵     | ۲٬۹۸۰     | ۳٬۹۸۰     | ۲۴٬۲۲۱    | ۲۶٬۲۱۸    | ۲۴٬۶۰۴    | ۲۴٬۸۱۱    | ۲۴٬۶۴۷    |
| کرواسی                 | ۰٫۱۷                                              | ۹۱۶       | ۳۰۴       | ۶۶۹       | ۶۷۹       | ۶۵۶       | ۶۹۰       | ۷۸۲       | ۸۶۳       | ۱٬۱۴۹     | ۱٬۳۷۸     | ۱٬۶۴۲     |
| کوبا                   | ۰٫۰۳                                              | ۲۳۷       | ۳۱۶       | ۳۱۳       | ۲۸۰       | ۳۸۴       | ۳۷۱       | ۳۸۴       | ۴۱۱       | ۴۵۴       | ۵۲۵       | ۶۱۶       |
| کوراسائو               | ۰٫۲۸                                              | ۴۷        | ۵۴        | ۴۴        | ۳۷        | ۱۵        | ۱۴        | ۶         | ۷         |           |           |           |
| قبرس                   | ۴٫۹۹                                              | ۱۲٬۳۲۵    | ۸٬۴۸۴     | ۵٬۷۶۳     | ۵٬۱۲۶     | ۳٬۸۸۳     | ۳٬۶۳۱     | ۳٬۵۰۳     | ۳٬۳۹۴     | ۲٬۸۸۸     | ۱٬۴۶۵     | ۱٬۱۹۴     |
| جمهوری چک              | ۰٫۳۰                                              | ۲٬۰۵۸     | ۳٬۶۴۴     | ۳٬۱۳۷     | ۳٬۱۳۷     | ۲٬۹۷۹     | ۲٬۸۰۵     | ۲٬۴۴۹     | ۲٬۴۴۹     | ۲٬۳۲۳     | ۲٬۱۱۰     | ۲٬۰۳۷     |
| دانمارک                | ۳٫۱۵                                              | ۳۷٬۵۴۰    | ۳۳٬۵۰۷    | ۱۷٬۷۸۵    | ۱۷٬۷۸۵    | ۱۳٬۱۷۰    | ۱۱٬۸۱۴    | ۱۳٬۳۹۹    | ۱۷٬۹۲۲    | ۲۰٬۳۵۵    | ۲۳٬۴۰۱    | ۲۶٬۷۸۸    |
| جیبوتی                 | ۱۶٫۸۸                                             | ۱۹٬۶۴۱    | ۱۷٬۶۸۳    | ۱۴٬۷۸۷    | ۲۰٬۵۳۰    | ۲۰٬۰۱۵    | ۱۹٬۱۳۹    | ۲۰٬۳۴۰    | ۱۵٬۱۰۴    | ۱۲٬۱۱۱    | ۹٬۲۲۸     | ۶٬۶۵۱     |
| جمهوری دومینیکن        | ۰٫۰۶                                              | ۱۷۱       | ۵۹۲       | ۶۰۹       | ۶۰۸       | ۷۲۱       | ۷۵۸       | ۵۹۵       | ۵۹۹       |           |           |           |
| اکوادور                | ۷٫۶۵                                              | ۱۰۴٬۵۷۴   | ۶۰٬۵۲۴    | ۵۳٬۳۷۸    | ۵۳٬۸۱۷    | ۵۴٬۸۶۵    | ۵۵٬۴۸۰    | ۵۵٬۰۹۲    | ۵۲٬۹۰۵    | ۴۵٬۱۹۲    | ۱۹٬۰۹۸    | ۱۴٬۹۰۳    |
| مصر                    | ۲٫۵۳                                              | ۲۵۸٬۴۰۱   | ۲۱۳٬۵۳۰   | ۲۲۶٬۳۴۴   | ۲۳۶٬۰۹۰   | ۲۳۰٬۰۸۶   | ۱۰۹٬۹۳۳   | ۹۵٬۰۸۷    | ۹۵٬۰۵۶    | ۹۴٬۴۰۶    | ۹۷٬۸۶۱    | ۹۷٬۵۵۶    |
| السالوادور             | ۰٫۰۱                                              | ۵۲        | ۴۵        | ۴۸        | ۳۵        | ۴۴        | ۴۵        | ۳۸        | ۳۸        | ۳۰        | ۳۲        | ۳۹        |
| اریتره                 | ۰٫۵۸                                              | ۱۹۹       | ۲٬۳۴۲     | ۲٬۹۴۴     | ۲٬۸۹۸     | ۳٬۱۶۶     | ۳٬۶۰۰     | ۴٬۷۱۹     | ۴٬۸۰۹     | ۴٬۷۵۱     | ۴٬۸۶۲     | ۵٬۰۳۱     |
| استونی                 | ۰٫۰۹                                              | ۳۳۴       | ۳۲۲       | ۱۱۷       | ۹۰        | ۷۰        | ۶۳        | ۵۰        | ۳۹        | ۲۴        | ۲۲        | ۱۸        |
| اتیوپی                 | ۷٫۲۴                                              | ۷۳۳٬۱۲۵   | ۷۹۱٬۶۳۱   | ۷۰۲٬۴۶۷   | ۶۵۹٬۵۲۴   | ۴۳۳٬۹۳۶   | ۳۷۶٬۳۹۳   | ۲۸۸٬۸۴۴   | ۱۵۴٬۲۹۵   | ۱۲۱٬۸۸۶   | ۸۳٬۵۸۳    | ۸۵٬۱۸۳    |
| فیجی                   | ۰٫۰۱                                              | ۱۳        | ۱۲        | ۱۲        | ۱۳        | ۵         | ۶         | ۷         | ۱         | ۲         |           |           |
| فنلاند                 | ۲٫۱۵                                              | ۲۳٬۴۷۳    | ۱۸٬۴۰۰    | ۱۱٬۷۹۸    | ۱۱٬۷۹۸    | ۱۱٬۲۵۲    | ۹٬۹۱۹     | ۹٬۱۷۵     | ۸٬۷۲۴     | ۷٬۴۴۷     | ۶٬۶۱۷     | ۶٬۲۰۴     |
| فرانسه                 | ۴٫۱۳                                              | ۴۰۷٬۹۲۳   | ۳۰۴٬۵۴۶   | ۲۶۴٬۹۷۲   | ۲۵۲٬۲۶۴   | ۲۳۲٬۴۸۷   | ۲۱۷٬۸۶۵   | ۲۱۰٬۲۰۷   | ۲۰۰٬۶۸۷   | ۱۹۶٬۳۶۴   | ۱۶۰٬۰۱۷   | ۱۵۱٬۷۸۹   |
| گابن                   | ۰٫۶۰                                              | ۴۵۹       | ۹۳۱       | ۱٬۰۰۸     | ۱٬۰۱۳     | ۱٬۵۹۴     | ۱٬۶۶۳     | ۱٬۷۷۳     | ۹٬۰۱۵     | ۸٬۸۴۵     | ۹٬۰۰۱     | ۸٬۸۲۶     |
| گامبیا                 | ۶٫۱۱                                              | ۴٬۳۰۸     | ۷٬۹۴۰     | ۱۱٬۷۷۳    | ۱۱٬۶۰۸    | ۹٬۵۶۳     | ۹٬۸۵۳     | ۹٬۵۲۸     | ۸٬۳۷۸     | ۱۰٬۱۱۸    | ۱۴٬۸۳۶    | ۱۴٬۸۹۵    |
| گرجستان                | ۰٫۴۱                                              | ۱٬۳۶۰     | ۱٬۵۳۱     | ۱٬۰۶۰     | ۴۴۲       | ۳۵۶       | ۳۲۹       | ۴۶۲       | ۶۳۹       | ۸۷۰       | ۹۹۶       | ۱٬۰۴۷     |
| آلمان                  | ۳٫۱۰                                              | ۱٬۱۴۶٬۶۸۵ | ۶۶۹٬۴۸۲   | ۲۵۰٬۲۹۹   | ۲۱۶٬۹۷۳   | ۱۸۷٬۵۶۷   | ۵۸۹٬۷۳۷   | ۵۷۱٬۶۸۵   | ۵۹۴٬۲۶۹   | ۵۹۳٬۷۹۹   | ۵۸۲٬۷۳۵   | ۵۷۸٬۸۷۹   |
| غنا                    | ۰٫۶۹                                              | ۱۱٬۹۴۸    | ۱۱٬۸۶۵    | ۱۸٬۴۷۶    | ۱۸٬۴۵۰    | ۱۸٬۶۸۱    | ۱۶٬۰۱۶    | ۱۳٬۵۸۸    | ۱۳٬۸۲۸    | ۱۳٬۶۵۸    | ۱۸٬۲۰۶    | ۳۴٬۹۵۸    |
| یونان                  | ۰٫۷۵                                              | ۸۰٬۴۶۸    | ۲۱٬۴۸۴    | ۷٬۳۰۴     | ۷٬۳۰۴     | ۳٬۴۸۵     | ۲٬۱۰۰     | ۱٬۵۷۳     | ۱٬۴۴۴     | ۱٬۶۹۵     | ۲٬۱۶۴     | ۲٬۲۲۸     |
| گرنادا                 |                                                   | ۳         | ۱         |           |           |           |           | ۳         |           |           |           |           |
| گواتمالا               | ۰٫۰۱                                              | ۴۱۶       | ۳۰۰       | ۲۰۲       | ۱۶۴       | ۱۶۰       | ۱۵۹       | ۱۴۷       | ۱۳۸       | ۱۳۱       | ۱۳۰       | ۳۷۹       |
| گینه                   | ۰٫۷۱                                              | ۴٬۹۶۵     | ۵٬۰۶۸     | ۸٬۷۰۴     | ۸٬۷۶۶     | ۸٬۵۶۰     | ۱۰٬۳۷۱    | ۱۶٬۶۰۹    | ۱۴٬۱۱۳    | ۱۵٬۳۲۵    | ۲۱٬۴۸۸    | ۲۵٬۲۲۶    |
| گینه بیسائو            | ۴٫۸۲                                              | ۱٬۸۵۲     | ۹٬۲۶۳     | ۸٬۶۸۴     | ۸٬۶۸۴     | ۸٬۵۳۵     | ۷٬۷۸۴     | ۷٬۸۰۰     | ۷٬۶۷۹     | ۷٬۸۹۸     | ۷٬۸۸۴     | ۷٬۸۶۰     |
| گویان                  | ۰٫۰۱                                              | ۱۷        | ۱۱        | ۱۱        | ۱۱        | ۱۱        | ۷         | ۷         | ۷         |           |           |           |
| هائیتی                 |                                                   | ۲         | ۵         | ۵         | ۳         |           |           |           |           | ۳         | ۳         | ۱         |
| هندوراس                |                                                   | ۷۶        | ۱۶        | ۲۳        | ۲۶        | ۱۶        | ۱۶        | ۱۷        | ۱۴        | ۱۹        | ۲۴        | ۲۲        |
| هنگ کنگ                | ۰٫۰۲                                              | ۱۳۰       |           | ۱۵۱       | ۱۷۰       | ۱۲۶       | ۱۱۷       | ۱۵۲       | ۱۵۴       | ۸۶        | ۱۰۳       | ۹۷        |
| مجارستان               | ۰٫۴۲                                              | ۵٬۷۷۲     | ۴٬۷۴۸     | ۴٬۱۹۲     | ۲٬۸۶۷     | ۲٬۴۴۰     | ۴٬۰۵۴     | ۵٬۱۰۶     | ۵٬۴۱۴     | ۶٬۰۴۴     | ۷٬۷۵۰     | ۸٬۱۳۱     |
| ایسلند                 | ۰٫۳۲                                              | ۹۱۶       | ۲۵۲       | ۱۰۴       | ۹۹        | ۷۹        | ۶۰        | ۵۸        | ۸۳        | ۶۲        | ۴۹        | ۴۹        |
| هند                    | ۰٫۱۵                                              | ۱۹۵٬۱۰۵   | ۱۹۷٬۸۵۱   | ۲۰۰٬۳۸۳   | ۱۹۹٬۹۳۷   | ۱۸۸٬۳۹۵   | ۱۸۵٬۶۵۶   | ۱۸۵٬۱۱۸   | ۱۸۴٬۸۲۱   | ۱۸۵٬۳۲۳   | ۱۸۴٬۵۴۳   | ۱۶۱٬۵۳۷   |
| اندونزی                | ۰٫۰۲                                              | ۱۰٬۲۹۵    | ۷٬۸۲۷     | ۵٬۲۷۷     | ۴٬۲۷۰     | ۳٬۲۰۶     | ۱٬۸۱۹     | ۱٬۰۰۶     | ۸۱۱       | ۷۹۸       | ۳۶۹       | ۳۱۵       |
| ایران                  | ۱۲٫۵۳                                             | ۹۷۹٬۴۳۵   | ۹۷۹٬۴۳۵   | ۹۷۹٬۴۴۱   | ۹۸۲٬۰۲۷   | ۸۵۷٬۳۵۴   | ۸۶۸٬۲۴۲   | ۸۸۶٬۴۶۸   | ۱٬۰۷۳٬۳۶۶ | ۱٬۰۷۰٬۴۸۸ | ۹۸۰٬۱۰۹   | ۹۶۳٬۵۴۶   |
| عراق                   | ۸٫۱۷                                              | ۲۷۳٬۹۹۲   | ۲۶۱٬۸۶۴   | ۲۸۸٬۰۳۵   | ۲۷۱٬۱۴۳   | ۲۴۶٬۲۹۸   | ۹۸٬۸۲۲    | ۳۵٬۱۸۹    | ۳۴٬۶۵۵    | ۳۵٬۲۱۸    | ۳۹٬۵۰۳    | ۴۲٬۳۵۴    |
| جمهوری ایرلند          | ۱٫۲۵                                              | ۷٬۸۰۰     | ۵٬۷۳۱     | ۵٬۸۵۳     | ۵٬۸۵۳     | ۶٬۰۰۱     | ۶٬۳۲۷     | ۸٬۲۴۹     | ۹٬۱۰۷     | ۹٬۵۷۱     | ۹٬۷۳۰     | ۹٬۳۳۳     |
| اسرائیل                | ۴٫۸۵                                              | ۱۶٬۱۲۱    | ۵۰۷       | ۳۶۱       | ۳۳۰       | ۱۸۴       | ۱۰۴       | ۱٬۱۱۶     | ۳۳۷       | ۳۸۲       | ۳۹۴       | ۱٬۱۵۶     |
| ایتالیا                | ۱٫۵۷                                              | ۲۰۷٬۶۱۹   | ۱۴۷٬۳۷۰   | ۹۳٬۷۱۵    | ۹۳٬۷۱۵    | ۷۶٬۲۶۴    | ۶۴٬۷۷۹    | ۵۸٬۰۶۰    | ۵۶٬۳۹۷    | ۵۴٬۹۶۵    | ۴۷٬۰۶۱    | ۳۸٬۰۶۸    |
| جامائیکا               | ۰٫۰۱                                              | ۱         | ۱۴        | ۱۵        | ۲۲        | ۲۱        | ۲۰        | ۲۰        | ۲۱        | ۲۶        |           |           |
| ژاپن                   | ۰٫۰۲                                              | ۱٬۴۶۵     | ۲٬۵۱۴     | ۲٬۴۱۹     | ۲٬۵۶۰     | ۲٬۵۸۴     | ۲٬۵۸۱     | ۲٬۶۴۹     | ۲٬۵۸۶     | ۲٬۳۳۲     | ۲٬۰۱۹     | ۱٬۷۹۴     |
| اردن                   | ۸۹٫۵۵                                             | ۲٬۹۶۷٬۰۴۶ | ۶۸۵٬۱۹۷   | ۶۶۴٬۱۰۲   | ۶۵۴٬۱۴۱   | ۶۴۱٬۹۱۵   | ۳۰۲٬۷۰۷   | ۴۵۱٬۰۰۹   | ۴۵۰٬۹۱۵   | ۴۵۰٬۷۵۶   | ۵۰۰٬۴۱۳   | ۵۰۰٬۲۸۱   |
| قزاقستان               | ۰٫۰۴                                              | ۵۲۴       | ۶۵۳       | ۶۶۲       | ۶۳۳       | ۵۸۴       | ۵۶۴       | ۶۱۶       | ۷۱۴       | ۴٬۳۴۰     | ۴٬۳۵۲     | ۴٬۲۸۵     |
| کنیا                   | ۱۲٫۳۱                                             | ۴۳۸٬۹۰۱   | ۴۵۱٬۰۹۹   | ۵۵۲٬۲۷۲   | ۵۵۱٬۳۵۲   | ۵۳۴٬۹۳۸   | ۵۶۴٬۹۳۳   | ۵۶۶٬۴۸۷   | ۴۰۲٬۹۰۵   | ۳۵۸٬۹۲۸   | ۳۲۰٬۶۰۵   | ۲۶۵٬۷۲۹   |
| کره جنوبی              | ۰٫۰۳                                              | ۳٬۲۱۵     | ۱٬۸۰۷     | ۱٬۳۱۳     | ۱٬۱۷۳     | ۵۴۸       | ۴۸۷       | ۴۰۱       | ۳۵۸       | ۲۶۸       | ۱۷۲       | ۱۱۸       |
| کویت                   | ۰٫۱۶                                              | ۶۹۲       | ۹۳۹       | ۵۹۳       | ۶۱۴       | ۶۳۵       | ۶۷۴       | ۳۳۵       | ۱۸۴       | ۲۲۱       | ۲۳۸       | ۱۵۹       |
| قرقیزستان              | ۰٫۰۷                                              | ۳۵۳       | ۳۳۹       | ۴۳۳       | ۴۸۲       | ۴۶۶       | ۴۳۷       | ۵۹۵       | ۵۰۸       | ۴۲۳       | ۳۷۵       | ۳۷۰       |
| لتونی                  | ۰٫۱۰                                              | ۶۷۲       | ۳۴۹       | ۱۹۵       | ۱۸۳       | ۱۶۰       | ۱۲۵       | ۹۵        | ۶۸        | ۴۳        | ۳۲        | ۲۹        |
| لبنان                  | ۲۰۸٫۹۱                                            | ۱٬۳۹۵٬۹۵۲ | ۱٬۰۱۲٬۹۶۹ | ۱٬۱۷۲٬۳۸۸ | ۱٬۱۵۴٬۰۴۰ | ۸۵۶٬۵۴۶   | ۱۳۳٬۵۳۸   | ۸٬۸۴۵     | ۷٬۹۴۹     | ۵۰٬۳۰۰    | ۵۰٬۳۱۹    | ۵۰٬۲۶۶    |
| لسوتو                  | ۰٫۰۲                                              | ۱۴۷       | ۴۵        | ۴۴        | ۴۴        | ۳۰        | ۳۴        | ۳۴        |           |           |           |           |
| لیبریا                 | ۸٫۸۵                                              | ۸٬۲۳۸     | ۱۸٬۹۹۰    | ۳۸٬۹۰۴    | ۳۸٬۵۸۷    | ۵۳٬۲۴۵    | ۶۵٬۹۰۱    | ۱۲۸٬۲۸۵   | ۲۴٬۷۳۵    | ۶٬۹۴۴     | ۱۰٬۲۱۶    | ۱۰٬۴۵۸    |
| لیبی                   | ۴٫۴۷                                              | ۴٬۷۳۹     | ۹٬۳۱۰     | ۲۷٬۹۴۸    | ۲۷٬۹۶۴    | ۲۵٬۵۶۱    | ۷٬۰۶۵     | ۷٬۵۴۰     | ۷٬۹۲۳     | ۹٬۰۰۵     | ۶٬۷۱۳     | ۴٬۰۹۸     |
| لیختن‌اشتاین            | ۲٫۸۹                                              | ۱۳۲       | ۱۶۳       | ۱۰۷       | ۱۰۳       | ۹۷        | ۱۰۲       | ۹۴        | ۹۲        | ۹۱        | ۸۹        | ۲۸۳       |
| لیتوانی                | ۰٫۳۶                                              | ۱٬۸۲۶     | ۱٬۲۸۸     | ۱٬۰۵۵     | ۱٬۰۰۷     | ۹۱۶       | ۸۷۱       | ۸۲۱       | ۸۰۳       | ۷۹۳       | ۷۵۱       | ۶۸۸       |
| لوکزامبورگ             | ۲٫۱۴                                              | ۲٬۵۷۲     | ۲٬۰۴۶     | ۱٬۱۹۲     | ۱٬۱۰۸     | ۹۲۰       | ۲٬۹۱۰     | ۲٬۸۵۵     | ۳٬۲۵۴     | ۳٬۲۳۰     | ۳٬۱۰۹     | ۲٬۷۳۷     |
| ماکائو                 |                                                   | ۱         |           |           |           |           |           | ۱         |           | ۶         |           |           |
| مقدونیه شمالی          | ۰٫۴۰                                              | ۳۵۳       | ۴۷۷       | ۵۸۴       | ۶۱۴       | ۶۸۷       | ۷۵۰       | ۸۰۱       | ۹۵۹       | ۱٬۰۶۵     | ۱٬۱۵۳     | ۱٬۱۶۴     |
| ماداگاسکار             |                                                   | ۱۱۶       | ۲۸        | ۱۰        | ۱۱        | ۱۲        | ۹         | ۹         |           |           |           |           |
| مالاوی                 | ۰٫۵۴                                              | ۱۴٬۰۸۶    | ۹٬۳۹۲     | ۸٬۹۶۳     | ۵٬۸۷۴     | ۵٬۷۹۶     | ۶٬۵۴۴     | ۶٬۳۰۸     | ۵٬۷۴۰     | ۵٬۴۴۳     | ۴٬۱۷۵     | ۲٬۹۲۹     |
| مالزی                  | ۳٫۲۶                                              | ۱۲۹٬۰۹۵   | ۹۲٬۰۵۴    | ۹۷٬۳۸۵    | ۹۹٬۰۸۶    | ۹۶٬۸۶۸    | ۸۹٬۲۱۰    | ۸۵٬۷۵۴    | ۸۰٬۶۵۱    | ۶۵٬۳۵۰    | ۳۶٬۰۸۸    | ۳۲٬۲۴۳    |
| مالی                   | ۰٫۸۸                                              | ۲۶٬۶۷۰    | ۱۷٬۵۱۲    | ۱۴٬۹۷۰    | ۱۵٬۱۹۵    | ۱۴٬۳۱۶    | ۱۳٬۹۲۸    | ۱۵٬۶۲۴    | ۱۳٬۵۵۸    | ۱۳٬۵۳۸    | ۹٬۵۷۸     | ۹٬۲۰۳     |
| مالت                   | ۱۴٫۵۸                                             | ۸٬۹۱۱     | ۷٬۹۴۸     | ۶٬۰۹۵     | ۶٬۰۹۵     | ۹٬۹۰۶     | ۸٬۲۴۸     | ۶٬۹۵۲     | ۶٬۱۳۶     | ۵٬۹۵۵     | ۴٬۳۳۱     | ۳٬۰۰۰     |
| موریتانی               | ۱۹٫۳۶                                             | ۸۴٬۹۰۹    | ۴۸٬۱۴۸    | ۵۰٬۸۵۱    | ۴۹٬۶۳۵    | ۶۶٬۷۶۷    | ۵۴٬۴۹۶    | ۵۳۵       | ۷۱۷       | ۷۹۵       | ۱٬۰۴۱     | ۹۷۱       |
| مکزیک                  | ۰٫۰۲                                              | ۲۸٬۵۳۳    | ۶٬۲۰۲     | ۲٬۱۵۸     | ۱٬۸۳۷     | ۱٬۸۳۱     | ۱٬۵۲۰     | ۱٬۶۷۷     | ۱٬۳۹۵     | ۱٬۲۳۵     | ۱٬۰۵۵     | ۱٬۶۱۶     |
| ایالات فدرال میکرونزی  |                                                   | ۴         | ۴         |           |           |           |           |           |           | ۱         | ۱         | ۲         |
| مولدووا                | ۰٫۱۰                                              | ۴۲۳       |           | ۳۸۹       | ۳۳۵       | ۲۵۰       | ۱۸۵       | ۱۴۶       | ۱۴۸       | ۱۴۱       | ۱۴۸       | ۱۵۱       |
| موناکو                 | ۰٫۸۷                                              | ۲۲        | ۲۷        | ۳۳        | ۳۳        | ۳۴        | ۳۷        | ۳۷        |           |           |           |           |
| مغولستان               |                                                   | ۶         | ۸         | ۱۱        | ۶         | ۹         | ۴         | ۱         | ۱۲        | ۱۱        | ۱۱        | ۵         |
| مونته‌نگرو              | ۹٫۹۲                                              | ۶۶۲       | ۹۷۴       | ۶٬۲۰۳     | ۶٬۴۶۲     | ۸٬۴۷۶     | ۱۱٬۱۹۸    | ۱۲٬۸۷۴    | ۱۶٬۳۶۴    | ۲۴٬۰۱۹    | ۲۴٬۷۴۱    | ۸٬۵۲۸     |
| مراکش                  | ۰٫۰۶                                              | ۶٬۶۵۶     | ۴٬۷۷۱     | ۲٬۱۴۴     | ۱٬۲۱۶     | ۱٬۴۷۰     | ۷۴۴       | ۷۳۶       | ۷۹۲       | ۷۷۳       | ۷۶۶       | ۷۸۶       |
| موزامبیک               | ۰٫۱۷                                              | ۴٬۷۰۸     | ۴٬۶۷۱     | ۴٬۵۵۲     | ۴٬۵۳۶     | ۴٬۴۴۵     | ۴٬۳۹۸     | ۴٬۰۷۹     | ۴٬۰۷۷     | ۳٬۵۴۷     | ۳٬۱۶۳     | ۲٬۷۶۷     |
| نامیبیا                | ۰٫۶۹                                              | ۳٬۱۸۸     | ۱٬۷۵۷     | ۱٬۶۵۹     | ۱٬۷۶۷     | ۲٬۳۳۲     | ۱٬۸۰۶     | ۶٬۰۴۹     | ۷٬۲۵۴     | ۷٬۱۶۳     | ۶٬۷۹۹     | ۶٬۵۲۵     |
| نائورو                 | ۵۰٫۶۰                                             | ۷۶۳       | ۵۰۶       | ۵۰۶       | ۳۸۹       |           |           |           |           |           |           |           |
| نپال                   | ۱٫۲۹                                              | ۱۹٬۵۷۴    | ۲۵٬۲۴۹    | ۳۶٬۲۸۷    | ۳۸٬۴۹۰    | ۴۶٬۳۰۵    | ۵۶٬۲۶۴    | ۷۰٬۲۶۸    | ۸۷٬۵۱۴    | ۱۰۶٬۱۶۴   | ۱۲۲٬۳۳۲   | ۱۲۸٬۱۸۱   |
| هلند                   | ۴٫۸۹                                              | ۹۴٬۴۳۰    | ۱۰۱٬۷۴۴   | ۸۲٬۴۹۴    | ۸۲٬۴۹۴    | ۷۴٬۷۰۷    | ۷۱٬۹۰۹    | ۷۴٬۵۹۸    | ۷۴٬۹۶۱    | ۷۶٬۰۰۸    | ۷۷٬۶۰۰    | ۸۶٬۵۸۷    |
| نیوزیلند               | ۰٫۳۰                                              | ۲٬۷۴۷     | ۱٬۴۲۱     | ۱٬۳۴۹     | ۱٬۳۴۹     | ۱٬۴۰۳     | ۱٬۵۱۷     | ۱٬۹۳۴     | ۲٬۳۰۷     | ۳٬۲۸۹     | ۲٬۷۱۶     | ۲٬۷۴۰     |
| نیکاراگوئه             | ۰٫۰۶                                              | ۳۲۷       | ۳۳۱       | ۳۶۱       | ۲۸۰       | ۱۸۹       | ۱۲۹       | ۸۶        | ۶۴        | ۱۲۰       | ۱۴۷       | ۱۸۴       |
| نیجر                   | ۴٫۲۹                                              | ۱۸۰٬۰۰۶   | ۱۶۶٬۰۹۳   | ۸۲٬۰۶۴    | ۷۷٬۸۳۰    | ۵۷٬۶۶۱    | ۵۰٬۵۱۰    | ۳۰۲       | ۳۱۴       | ۳۲۵       | ۳۲۰       | ۳۱۹       |
| نیجریه                 | ۰٫۰۱                                              | ۵۴٬۱۶۶    | ۱٬۳۶۷     | ۱٬۲۷۹     | ۱٬۲۳۹     | ۱٬۶۹۴     | ۳٬۱۵۴     | ۸٬۸۰۶     | ۸٬۷۴۷     | ۹٬۱۲۷     | ۱۰٬۱۲۴    | ۸٬۴۶۰     |
| نروژ                   | ۹٫۱۴                                              | ۵۳٬۸۸۸    | ۵۹٬۵۲۲    | ۴۷٬۰۴۳    | ۴۷٬۰۴۳    | ۴۶٬۱۰۶    | ۴۲٬۸۲۲    | ۴۰٬۶۹۱    | ۴۰٬۲۶۰    | ۳۷٬۸۲۶    | ۳۶٬۱۰۱    | ۳۴٬۵۲۲    |
| عمان                   | ۰٫۰۳                                              | ۳۰۷       | ۳۱۷       | ۱۲۲       | ۱۵۱       | ۱۳۸       | ۱۳۸       | ۸۳        | ۷۸        | ۲۶        | ۷         | ۷         |
| پاکستان                | ۸٫۳۳                                              | ۱٬۴۱۹٬۶۰۶ | ۱٬۳۵۲٬۵۶۰ | ۱٬۵۴۰٬۸۵۴ | ۱٬۵۰۵٬۵۲۵ | ۱٬۶۱۶٬۵۰۷ | ۱٬۶۳۸٬۴۵۶ | ۱٬۷۰۲٬۷۰۰ | ۱٬۹۰۰٬۶۲۱ | ۷۵۹٬۳۹۲   | ۷۶۵٬۷۲۰   | ۸۸۷٬۲۷۳   |
| پالائو                 | ۰٫۰۵                                              | ۱         | ۱         | ۱         | ۱         | ۱         | ۱         | ۱         |           | ۱۱        |           |           |
| پاناما                 | ۴٫۴۷                                              | ۲٬۵۵۷     | ۲٬۳۵۰     | ۲٬۳۰۳     | ۲٬۲۷۱     | ۲٬۶۶۵     | ۲٬۴۲۹     | ۲٬۲۶۲     | ۲٬۰۷۳     | ۱٬۹۲۳     | ۱٬۹۱۳     | ۱٬۸۹۰     |
| پاپوآ گینه نو          | ۱٫۲۷                                              | ۹٬۷۰۷     | ۴٬۹۵۵     | ۴٬۹۲۹     | ۴٬۹۲۹     | ۴٬۷۹۷     | ۴٬۸۰۲     | ۴٬۸۱۰     | ۴٬۶۹۸     | ۴٬۷۰۳     | ۱۰٬۰۰۶    | ۱۰٬۰۰۳    |
| پاراگوئه               | ۰٫۰۲                                              | ۱٬۰۱۶     | ۲۰۴       | ۱۶۱       | ۱۵۳       | ۱۳۶       | ۱۳۳       | ۱۲۴       | ۱۰۷       | ۸۹        | ۷۵        | ۶۲        |
| پرو                    | ۰٫۰۵                                              | ۲٬۸۷۹     | ۱٬۶۴۹     | ۱٬۴۰۷     | ۱٬۳۰۳     | ۱٬۱۶۲     | ۱٬۱۲۲     | ۱٬۱۴۴     | ۱٬۱۴۶     | ۱٬۱۰۸     | ۱٬۰۷۵     | ۹۹۵       |
| فیلیپین                |                                                   | ۶۹۰       | ۴۰۸       | ۲۵۴       | ۲۲۲       | ۱۸۲       | ۱۴۱       | ۱۲۵       | ۲۴۳       | ۹۵        | ۱۰۴       | ۱۰۶       |
| لهستان                 | ۰٫۴۱                                              | ۱۲٬۶۷۳    | ۱۱٬۷۴۷    | ۱۵٬۷۴۱    | ۱۵٬۷۴۱    | ۱۶٬۴۳۸    | ۱۵٬۹۱۱    | ۱۵٬۸۴۷    | ۱۵٬۵۵۵    | ۱۵٬۳۲۰    | ۱۲٬۷۷۴    | ۱۰٬۰۵۳    |
| پرتغال                 | ۰٫۰۷                                              | ۲٬۳۸۷     | ۱٬۱۹۴     | ۶۹۹       | ۶۹۹       | ۵۹۸       | ۴۸۳       | ۴۰۸       | ۳۸۴       | ۳۸۹       | ۴۰۳       | ۳۵۳       |
| قطر                    | ۰٫۰۶                                              | ۲۰۳       | ۱۷۷       | ۱۳۳       | ۱۳۳       | ۱۳۰       | ۸۰        | ۸۰        | ۵۱        | ۲۹        | ۱۳        | ۴۶        |
| رومانی                 | ۰٫۱۲                                              | ۳٬۸۸۲     | ۲٬۹۰۵     | ۲٬۴۲۶     | ۲٬۱۸۲     | ۱٬۷۷۰     | ۱٬۲۶۲     | ۱٬۰۰۵     | ۱٬۰۲۱     | ۱٬۰۶۹     | ۱٬۵۹۶     | ۱٬۷۵۷     |
| روسیه                  | ۲٫۲۰                                              | ۴۲٬۴۳۳    | ۲۲۸٬۹۹۰   | ۳۱۵٬۳۱۳   | ۲۳۵٬۷۵۰   | ۳٬۴۵۸     | ۳٬۱۷۸     | ۳٬۹۱۴     | ۴٬۹۲۲     | ۴٬۸۸۰     | ۳٬۴۷۹     | ۱٬۶۵۵     |
| رواندا                 | ۱۱٫۷۰                                             | ۱۴۵٬۰۵۷   | ۱۵۶٬۰۶۵   | ۱۳۲٬۷۴۳   | ۷۳٬۸۲۰    | ۷۳٬۳۴۹    | ۵۸٬۲۱۲    | ۵۵٬۳۲۵    | ۵۵٬۳۹۸    | ۵۴٬۰۱۶    | ۵۵٬۰۶۲    | ۵۳٬۵۷۷    |
| سنت کیتس و نویس        | ۰٫۰۲                                              |           |           | ۱         | ۱         |           |           |           |           |           |           |           |
| سنت لوسیا              | ۰٫۰۱                                              |           | ۲         | ۲         | ۳         | ۵         | ۲         | ۲         |           |           |           |           |
| ساموآ                  |                                                   | ۳         | ۳         |           |           |           |           |           |           |           |           |           |
| سنت مارتین             | ۰٫۰۸                                              | ۶         | ۳         | ۳         | ۳         | ۳         | ۳         | ۳         | ۱         |           |           |           |
| عربستان سعودی          | ۰٫۰۱                                              | ۳۲۰       | ۱۳۳       | ۱۸۴       | ۵۳۴       | ۵۳۲       | ۵۵۰       | ۵۷۲       | ۵۵۵       | ۵۴۸       | ۲۴۰٬۵۷۲   | ۲۴۰٬۷۴۲   |
| سنگال                  | ۰٫۹۷                                              | ۱۴٬۴۶۹    | ۱۴٬۵۸۴    | ۱۴٬۳۰۴    | ۱۴٬۲۷۴    | ۱۴٬۲۴۷    | ۱۴٬۲۳۷    | ۲۰٬۶۴۴    | ۲۰٬۶۷۲    | ۲۲٬۱۵۱    | ۳۳٬۱۹۳    | ۲۰٬۴۲۱    |
| صربستان and کوزوو      | ۳٫۹۷                                              | ۲۶٬۴۳۳    | ۲۹٬۵۲۲    | ۳۵٬۳۰۹    | ۴۳٬۷۵۱    | ۵۷٬۰۸۳    | ۶۶٬۳۷۰    | ۷۰٬۷۰۷    | ۷۳٬۶۰۸    | ۸۶٬۳۵۱    | ۹۶٬۷۳۹    | ۹۷٬۹۹۵    |
| سیشل                   |                                                   | ۲         | ۲         |           |           |           |           |           |           |           |           |           |
| سیرالئون               | ۰٫۲۲                                              | ۴۴۳       | ۶۸۳       | ۱٬۳۷۱     | ۱٬۳۷۲     | ۲٬۸۱۷     | ۴٬۲۰۴     | ۸٬۰۹۲     | ۸٬۳۶۳     | ۹٬۰۵۱     | ۷٬۸۲۶     | ۸٬۷۹۵     |
| سنگاپور                |                                                   | ۲         |           |           | ۳         | ۳         | ۳         | ۳         | ۷         | ۷         | ۱۰        | ۱۰        |
| اسلواکی                | ۰٫۱۵                                              | ۹۷۷       | ۹۹۰       | ۷۹۹       | ۷۹۹       | ۷۰۱       | ۶۶۲       | ۵۴۶       | ۴۶۱       | ۴۰۱       | ۳۱۷       | ۲۷۹       |
| اسلوونی                | ۰٫۱۴                                              | ۷۵۱       | ۴۶۲       | ۲۸۳       | ۲۵۷       | ۲۱۳       | ۱۷۶       | ۱۴۲       | ۳۱۲       | ۲۸۹       | ۲۶۸       | ۲۶۳       |
| جزایر سلیمان           | ۰٫۰۱                                              | ۳         |           | ۳         | ۳         |           |           |           |           |           |           |           |
| سومالی                 | ۰٫۳۴                                              | ۱۷٬۸۸۳    | ۱۱٬۵۷۴    | ۳٬۵۸۲     | ۲٬۷۲۹     | ۲٬۴۲۵     | ۲٬۲۶۴     | ۲٬۰۹۹     | ۱٬۹۳۷     | ۱٬۸۱۵     | ۱٬۸۴۲     | ۹۰۱       |
| آفریقای جنوبی          | ۲٫۱۲                                              | ۸۹٬۲۸۵    | ۹۱٬۰۴۳    | ۱۱۴٬۵۱۲   | ۱۱۲٬۱۹۲   | ۶۵٬۹۸۷    | ۶۵٬۲۳۳    | ۵۷٬۸۹۹    | ۵۷٬۸۹۹    | ۴۷٬۹۷۴    | ۴۳٬۵۴۶    | ۳۶٬۷۳۶    |
| اسپانیا                | ۰٫۱۳                                              | ۵۷٬۷۶۱    | ۱۲٬۹۸۹    | ۵٬۷۹۸     | ۵٬۷۹۸     | ۴٬۶۳۷     | ۴٬۵۱۰     | ۴٬۲۲۸     | ۳٬۸۲۰     | ۳٬۹۷۰     | ۴٬۶۶۱     | ۵٬۱۴۷     |
| سری‌لانکا               | ۰٫۰۴                                              | ۱٬۰۴۵     | ۶۰۴       | ۸۴۸       | ۵۱۱       | ۱۴۵       | ۱۱۰       | ۱۸۸       | ۲۲۳       | ۲۵۱       | ۲۶۹       | ۱۸۲       |
| سودان                  | ۹٫۰۵                                              | ۱٬۰۵۵٬۴۸۹ | ۴۲۱٬۴۶۶   | ۳۲۲٬۶۳۸   | ۲۴۴٬۴۳۰   | ۱۲۴٬۳۲۸   | ۱۲۶٬۲۱۸   | ۱۱۳٬۴۳۹   | ۱۴۴٬۰۰۸   | ۱۵۲٬۳۷۵   | ۱۸۱٬۶۰۵   | ۲۲۲٬۷۲۲   |
| سودان جنوبی            | ۲۲٫۳۲                                             | ۲۹۸٬۳۱۳   | ۲۶۲٬۵۶۰   | ۲۶۵٬۸۸۷   | ۲۴۸٬۱۵۲   | ۲۲۹٬۵۸۷   | ۲۰۲٬۵۸۱   | ۱۰۵٬۰۲۳   |           |           |           |           |
| سورینام                |                                                   | ۵۲        | ۱         | ۱         |           |           |           |           | ۱         | ۱         | ۱         | ۱         |
| اسواتینی               | ۰٫۴۲                                              |           | ۷۲۸       | ۵۳۹       | ۵۱۵       | ۵۰۷       | ۵۰۵       | ۷۵۹       | ۷۵۹       | ۷۵۹       | ۷۷۵       | ۷۸۹       |
| سوئد                   | ۱۴٫۶۶                                             | ۲۵۳٬۷۹۴   | ۲۳۰٬۱۶۴   | ۱۴۲٬۲۰۷   | ۱۴۲٬۲۰۷   | ۱۱۴٬۱۷۵   | ۹۲٬۸۷۲    | ۸۶٬۶۱۵    | ۸۲٬۶۲۹    | ۸۱٬۳۵۶    | ۷۷٬۰۳۸    | ۷۵٬۰۷۸    |
| سوئیس                  | ۸٫۴۵                                              | ۱۱۰٬۱۶۸   | ۸۲٬۶۸۱    | ۶۹٬۳۹۰    | ۶۲٬۶۲۰    | ۵۲٬۴۶۴    | ۵۰٬۷۴۷    | ۵۰٬۴۱۶    | ۴۸٬۸۱۳    | ۴۶٬۲۰۳    | ۴۶٬۱۳۲    | ۴۵٬۶۵۳    |
| سوریه                  | ۷٫۹۵                                              | ۵۸۳٬۴۴۳   | ۱۹٬۸۰۹    | ۱۴۹٬۲۰۰   | ۱۴۹٬۱۴۰   | ۱۴۹٬۲۹۲   | ۴۷۶٬۵۰۶   | ۷۵۵٬۴۴۵   | ۱٬۰۰۵٬۴۷۲ | ۱٬۰۵۴٬۴۶۶ | ۱٬۱۰۵٬۶۹۸ | ۱٬۵۰۳٬۷۶۹ |
| تاجیکستان              | ۰٫۲۱                                              | ۳٬۷۹۱     | ۲٬۷۲۹     | ۱٬۷۸۲     | ۲٬۰۲۶     | ۲٬۰۴۸     | ۲٬۲۴۸     | ۳٬۳۲۳     | ۳٬۱۳۱     | ۲٬۶۷۹     | ۱٬۷۹۹     | ۱٬۱۳۳     |
| تانزانیا               | ۳٫۰۷                                              | ۲۴۲٬۱۷۱   | ۲۸۱٬۴۹۸   | ۱۵۹٬۰۱۴   | ۸۸٬۴۹۲    | ۱۰۲٬۰۹۹   | ۱۰۱٬۰۲۱   | ۱۳۱٬۲۴۳   | ۱۰۹٬۲۸۶   | ۱۱۸٬۷۳۱   | ۳۲۱٬۹۰۹   | ۴۳۵٬۶۳۰   |
| تایلند                 | ۱٫۶۳                                              | ۹۷٬۵۷۱    | ۵۴٬۲۵۱    | ۵۶٬۹۴۷    | ۷۵٬۱۳۷    | ۷۸٬۹۷۰    | ۸۴٬۴۷۹    | ۸۹٬۲۵۳    | ۹۶٬۶۷۵    | ۱۰۵٬۲۹۷   | ۱۱۲٬۹۳۲   | ۱۲۵٬۶۴۳   |
| تیمور شرقی             |                                                   | ۱         |           |           |           |           |           |           | ۱         | ۱         | ۱         | ۱         |
| توگو                   | ۳٫۰۷                                              | ۱۱٬۹۶۸    | ۱۲٬۴۹۱    | ۲۱٬۸۷۷    | ۲۱٬۷۷۸    | ۲۰٬۶۱۳    | ۲۳٬۵۴۰    | ۱۹٬۲۷۰    | ۱۴٬۰۵۱    | ۸٬۵۳۱     | ۹٬۳۷۷     | ۱٬۳۲۸     |
| تونگا                  |                                                   | ۳         |           |           |           | ۳         | ۳         | ۲         |           |           |           |           |
| ترینیداد و توباگو      | ۰٫۰۹                                              | ۲٬۳۲۱     | ۱۰۹       | ۱۲۱       | ۸۳        | ۲۰        | ۱۸        | ۲۲        | ۲۹        | ۳۷        | ۳۳        | ۲۲        |
| تونس                   | ۰٫۰۷                                              | ۱٬۷۴۶     | ۶۴۹       | ۸۲۴       | ۹۰۱       | ۷۳۰       | ۱٬۴۳۵     | ۳٬۰۴۸     | ۸۹        | ۹۲        | ۹۴        | ۱۰۱       |
| جزایر تورکس و کایکوس   | ۰٫۱۲                                              | ۴         | ۴         | ۴         | ۴         | ۴         |           |           |           |           |           |           |
| ترکیه                  | ۲۳٫۷۲                                             | ۳٬۵۷۹٬۵۳۱ | ۲٬۸۶۹٬۴۲۱ | ۱٬۸۳۸٬۸۴۸ | ۱٬۵۸۷٬۳۷۴ | ۶۰۹٬۹۳۸   | ۲۶۷٬۰۶۳   | ۱۴٬۴۶۵    | ۱۰٬۰۳۲    | ۱۰٬۳۵۰    | ۱۱٬۱۰۳    | ۶٬۹۵۶     |
| ترکمنستان              | ۰٫۰۱                                              | ۲۲        | ۲۷        | ۲۷        | ۳۵        | ۴۵        | ۴۶        | ۵۹        | ۶۲        | ۶۰        | ۷۹        | ۱۲۵       |
| اوگاندا                | ۱۱٫۳۴                                             | ۱٬۳۵۹٬۴۶۴ | ۹۴۰٬۸۳۵   | ۴۲۸٬۳۹۷   | ۳۸۵٬۵۱۳   | ۲۲۰٬۵۵۵   | ۱۹۷٬۸۷۷   | ۱۳۹٬۴۴۸   | ۱۳۵٬۸۰۱   | ۱۲۷٬۳۴۵   | ۱۶۲٬۱۳۲   | ۲۲۸٬۹۵۹   |
| اوکراین                | ۰٫۰۷                                              | ۲٬۱۷۲     | ۳٬۳۰۲     | ۳٬۲۳۲     | ۳٬۲۱۹     | ۲٬۹۶۸     | ۲٬۸۰۷     | ۲٬۶۷۶     | ۲٬۵۲۲     | ۲٬۳۳۴     | ۲٬۲۰۱     | ۲٬۲۷۷     |
| امارات متحده عربی      | ۰٫۰۵                                              | ۱٬۲۴۷     | ۸۹۵       | ۴۲۴       | ۴۱۷       | ۶۰۳       | ۶۳۱       | ۶۷۷       | ۵۳۸       | ۲۷۹       | ۲۰۹       | ۱۵۹       |
| بریتانیا               | ۱٫۸۲                                              | ۱۳۳٬۰۹۴   | ۱۱۸٬۹۹۵   | ۱۱۷٬۲۳۴   | ۱۱۷٬۲۳۴   | ۱۲۶٬۰۵۵   | ۱۴۹٬۷۹۹   | ۱۹۳٬۵۱۰   | ۲۳۸٬۱۵۰   | ۲۶۹٬۳۶۳   | ۲۹۲٬۰۹۷   | ۲۹۹٬۷۱۸   |
| ایالات متحده آمریکا    | ۰٫۸۴                                              | ۳۴۱٬۷۱۱   | ۲۷۲٬۹۵۹   | ۲۶۷٬۲۲۲   | ۲۶۷٬۲۲۲   | ۲۶۳٬۶۶۲   | ۲۶۲٬۰۲۳   | ۲۶۴٬۷۶۳   | ۲۶۴٬۵۷۴   | ۲۷۵٬۴۶۱   | ۲۷۹٬۵۴۸   | ۲۸۱٬۲۱۹   |
| اروگوئه                | ۰٫۰۸                                              | ۵۱۶       | ۳۱۲       | ۲۸۹       | ۲۷۲       | ۲۰۳       | ۱۸۱       | ۱۷۴       | ۱۸۹       | ۱۶۸       | ۱۴۵       | ۱۴۰       |
| ازبکستان               |                                                   | ۱۴        | ۲۷        | ۱۱۸       | ۱۲۵       | ۱۴۱       | ۱۷۶       | ۲۱۴       | ۳۱۱       | ۵۵۵       | ۸۲۱       | ۱٬۰۵۴     |
| وانواتو                |                                                   | ۲         |           |           |           | ۲         | ۲         |           | ۴         | ۴         | ۳         | ۱         |
| ونزوئلا                | ۵٫۶۸                                              | ۶۷٬۷۵۵    | ۷٬۸۶۱     | ۵٬۶۴۷     | ۵٬۰۵۲     | ۴٬۳۴۰     | ۳٬۶۴۴     | ۲٬۰۲۲     | ۱٬۵۴۷     | ۱٬۳۱۳     | ۱٬۱۶۱     | ۹۰۷       |
| ویتنام                 |                                                   | ۱         |           |           |           |           |           | ۹۹۰       | ۱٬۹۲۸     | ۲٬۳۵۷     | ۲٬۳۵۷     | ۲٬۳۵۷     |
| یمن                    | ۱۰٫۰۵                                             | ۲۶۸٬۵۱۱   | ۲۶۹٬۷۸۳   | ۲۶۳٬۰۴۷   | ۲۵۷٬۶۴۵   | ۲۴۱٬۲۸۸   | ۲۳۷٬۱۸۲   | ۲۱۴٬۷۴۰   | ۱۹۰٬۰۹۲   | ۱۷۰٬۸۵۴   | ۱۴۰٬۱۶۹   | ۱۱۷٬۳۶۳   |
| زامبیا                 | ۱٫۶۴                                              | ۵۷٬۵۲۱    | ۲۹٬۳۵۰    | ۲۵٬۷۳۷    | ۲۵٬۵۷۸    | ۲۳٬۵۹۴    | ۲۵٬۶۵۳    | ۴۵٬۶۳۲    | ۴۷٬۸۵۷    | ۵۶٬۷۸۵    | ۸۳٬۴۸۵    | ۱۱۲٬۹۳۱   |
| زیمبابوه               | ۰٫۴۰                                              | ۸٬۹۵۹     | ۷٬۴۲۶     | ۶٬۰۸۵     | ۶٬۰۷۹     | ۶٬۳۸۹     | ۴٬۳۵۶     | ۴٬۵۶۱     | ۴٬۴۳۵     | ۳٬۹۹۵     | ۳٬۴۶۸     | ۳٬۹۸۱     |